# Castilla (Madrid)
El barrio de Castilla es un barrio del norte de la ciudad de Madrid perteneciente al distrito de Chamartín y cuyo centro neurálgico es la plaza de Castilla. Se encuentra enmarcado por la misma plaza de Castilla, el paseo de la Castellana, la calle de Mateo Inurria y la estación de Chamartín. Su eje central discurre a lo largo de las calles de Agustín de Foxá (que conduce a la citada estación) y de Mauricio Legendre.

## Historia

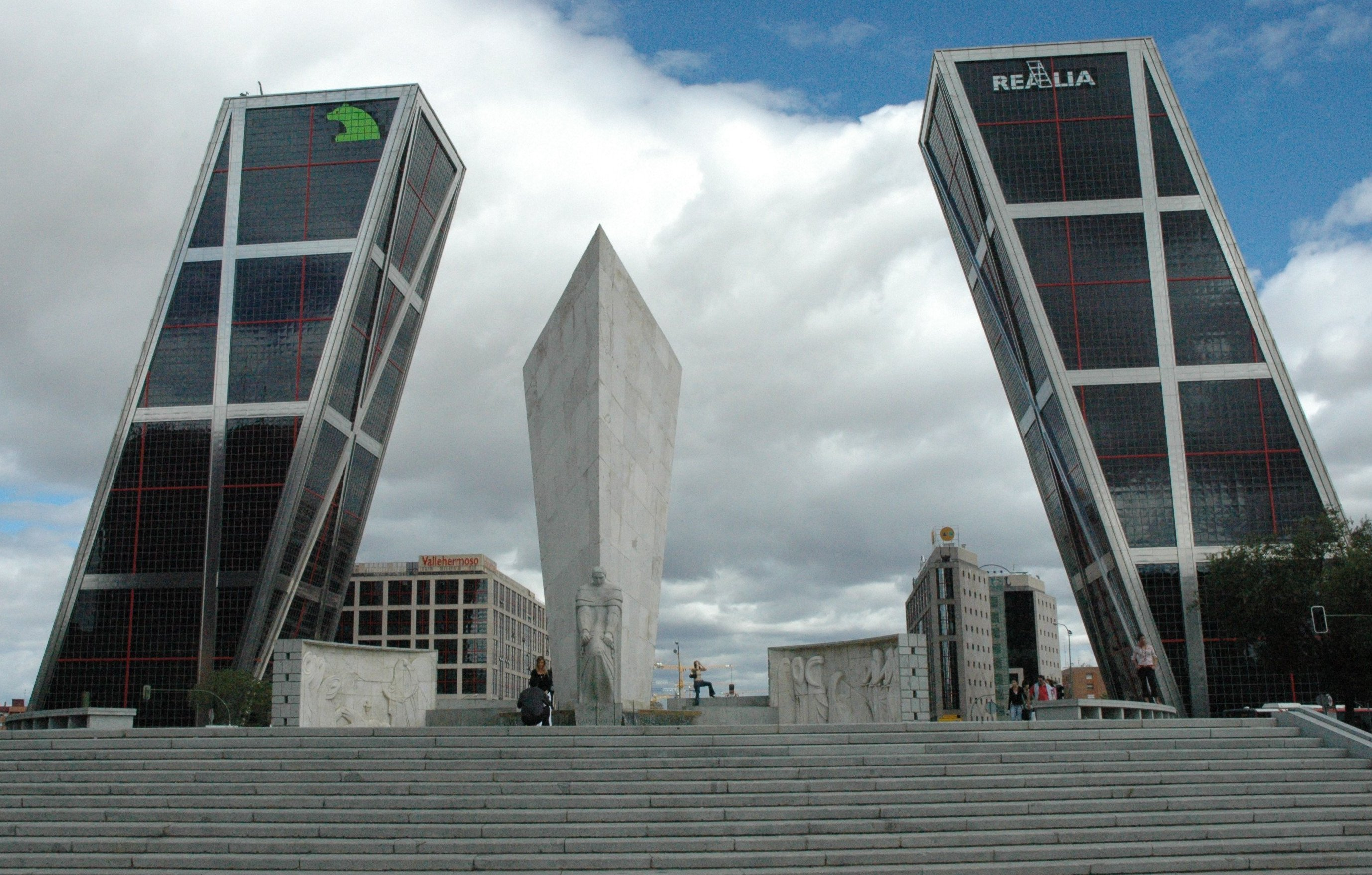
La Plaza de Castilla, en el barrio de Castilla, desde el Paseo de la Castellana.

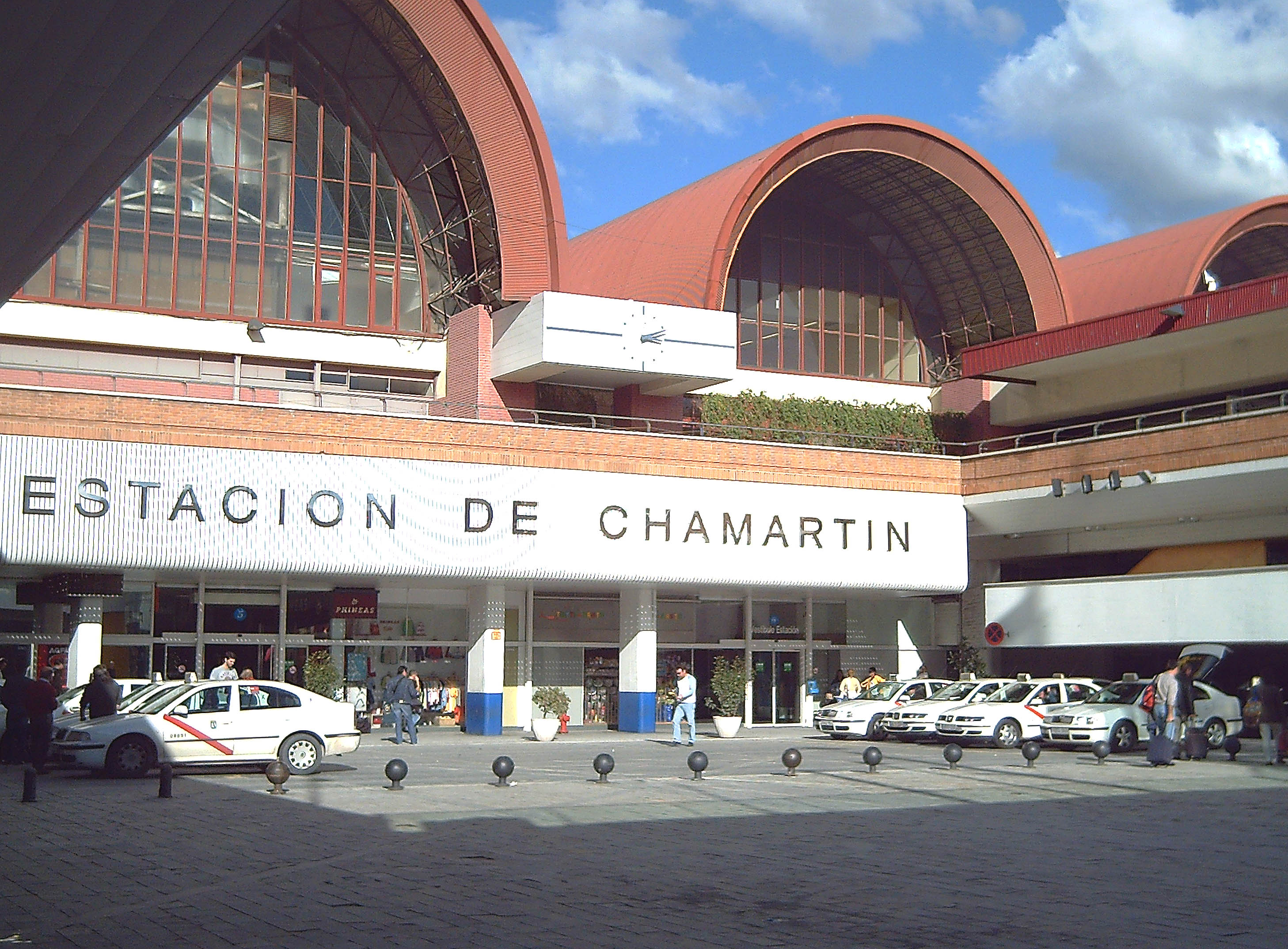
La estación de Chamartín.

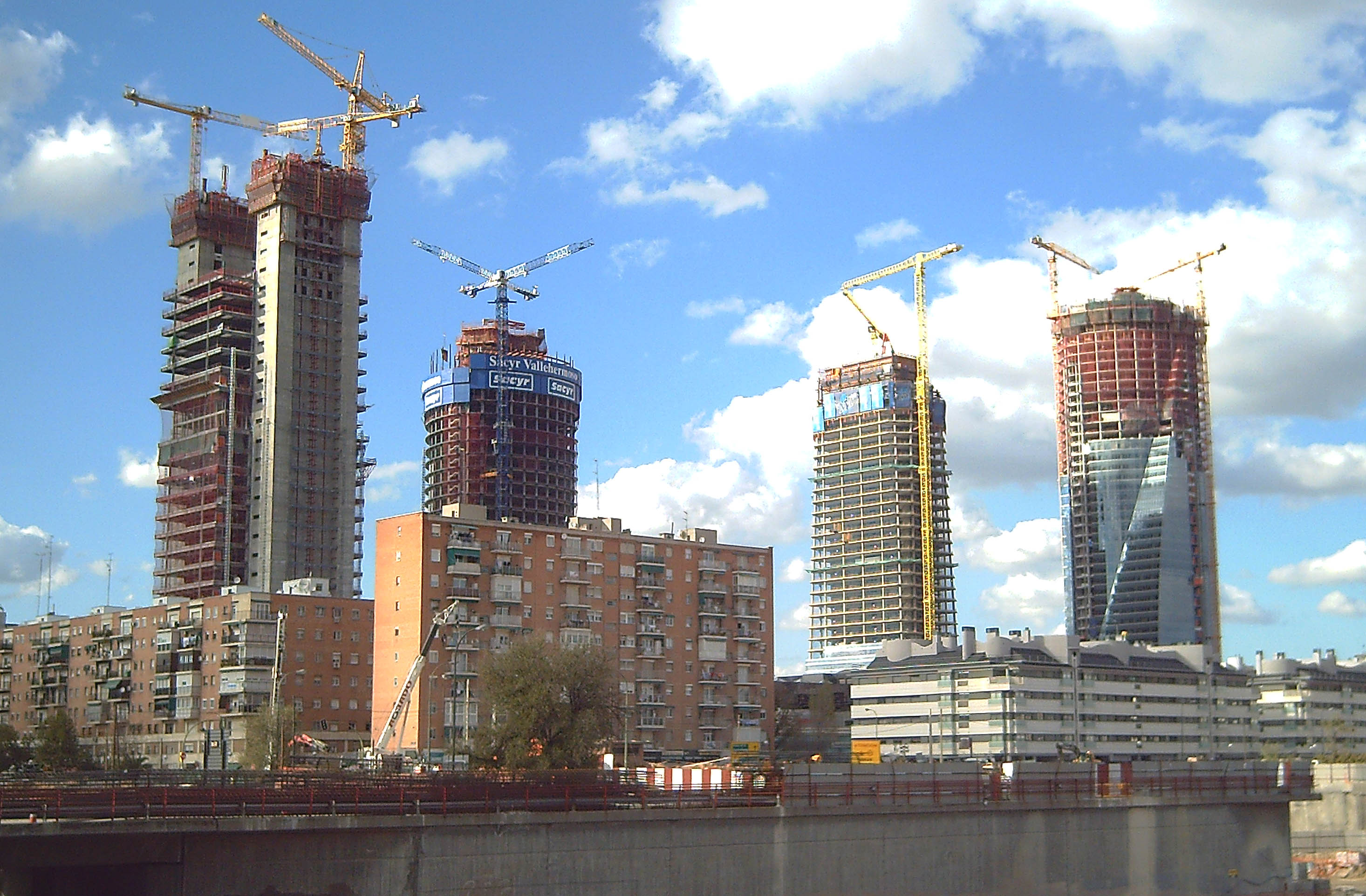
El parque empresarial Cuatro Torres Business Area, en construcción, desde el barrio de Castilla.

Buena parte de los terrenos de este barrio, pertenecieron a los Duques de Pastrana, en Chamartín de la Rosa. Posteriormente, tras la donación que éstos realizaron a los jesuitas, pasaron a pertenecer a la Compañía de Jesús y al Canal de Isabel II. Por los terrenos del barrio pasaba la antigua carretera de Francia. El desarrollo urbano del barrio, nombrado en honor de la región histórica de Castilla, comenzó a finales de los años 1950 y se ha convertido en uno de los barrios más caros de la capital.

## Transportes
La zona constituye un nudo de comunicaciones por su estación de metro (en la que se cruzan tres líneas de suburbano), la de autobuses interurbanos, las distintas paradas de autobuses urbanos y la estación de Chamartín, de donde parten trenes de cercanías y de largo recorrido (es una de las más importantes estaciones de RENFE).
Se están construyendo también (datos de 2007) dos intercambiadores de transporte: uno en la Plaza de Castilla y otro en la estación de Chamartín.

### Cercanías Madrid
El barrio cuenta con la estación de Chamartín (de las líneas C-1, C-2, C-3, C-4, C-7, C-8 y C-10). Chamartín también es terminal de la mayoría de los trenes de Media y Larga distancia hacia el norte de España.

### Metro de Madrid
Las líneas 1, 9 y 10 dan servicio al barrio:
- La línea 1 cruza el barrio de suroeste a noreste con tres estaciones: Plaza de Castilla, Chamartín y Bambú.
- La línea 9 da servicio al sur con las estaciones Duque de Pastrana y Plaza de Castilla.
- La línea 10 da servicio al oeste del barrio con las estaciones Plaza de Castilla, Chamartín y Begoña.

### Autobuses
El barrio posee un gran número de líneas de autobuses gracias a que alberga el intercambiador de Plaza de Castilla:
| Línea | Terminales                                   |
| ----- | -------------------------------------------- |
| 5     | Sol / Sevilla – Estación de Chamartín        |
| 14    | Conde de Casal – Pío XII                     |
| 16    | Moncloa – Pío XII                            |
| 27    | Embajadores – Plaza de Castilla              |
| 29    | Felipe II – Manoteras                        |
| 42    | Plaza de Castilla – Peña Grande              |
| 49    | Plaza de Castilla – Pitis                    |
| 66    | Cuatro Caminos – Fuencarral                  |
| 67    | Plaza de Castilla – Bº Peñagrande            |
| 70    | Plaza de Castilla – Alsacia                  |
| 107   | Plaza de Castilla – Hortaleza                |
| 124   | Cuatro Caminos – Lacoma                      |
| 129   | Plaza de Castilla – Manoteras                |
| 134   | Plaza de Castilla – Montecarmelo             |
| 135   | Plaza de Castilla – Hospital Ramón y Cajal   |
| 147   | Callao – Barrio del Pilar                    |
| 149   | Tribunal – Plaza de Castilla                 |
| 150   | Sol / Sevilla – Virgen del Cortijo           |
| 173   | Plaza de Castilla – Sanchinarro              |
| 174   | Plaza de Castilla – Valdebebas               |
| 175   | Plaza de Castilla – Las Tablas Norte         |
| 176   | Plaza de Castilla – Las Tablas Sur           |
| 177   | Plaza de Castilla – Marqués de Viana         |
| 178   | Plaza de Castilla – Montecarmelo             |
| 179   | Plaza de Castilla - El Pardo                 |
| N1    | Cibeles – Sanchinarro                        |
| N22   | Cibeles – Barrio de La Paz                   |
| N23   | Cibeles – Montecarmelo                       |
| N24   | Cibeles – Las Tablas                         |
| SE704 | Plaza de Castilla – Cementerio de Fuencarral |
| SE833 | Plaza de Castilla – Las Tablas               |

## Puntos de interés
El barrio de Castilla cuenta con dos de los rascacielos más altos de Madrid, que son su principal atractivo: la pareja de edificios llamada Puerta de Europa, de más de 100 metros y casi 30 plantas, también conocidos coloquialmente como Torres Kío.
Estas torres son visibles desde todo Madrid, y su principal particularidad y atractivo es que se encuentran inclinadas un 15%, ambas hacia el mismo lugar.
Ocupan las posiciones 10 y 11 entre los edificios más altos de todo Madrid, ya que ambos son de la misma altura, 114 m.
Otro edificio situado cercano a la plaza, pero fuera de las fronteras del barrio, es el de los juzgados de primera instancia, penal e instrucción, el edificio judicial más grande de Madrid.
Colindante al barrio (pero ya fuera de él) están el Hospital de La Paz y el parque empresarial en construcción Cuatro Torres Business Area (datos de 2007).
Como ejemplo peculiar de la arquitectura popular de la posguerra, destacan en el barrio, en frente del Hospital de la Paz, por su particular forma exterior, el conjunto de viviendas construidas para los empleados de la EMT y conocidas popularmente como Los Nichos.

## Población

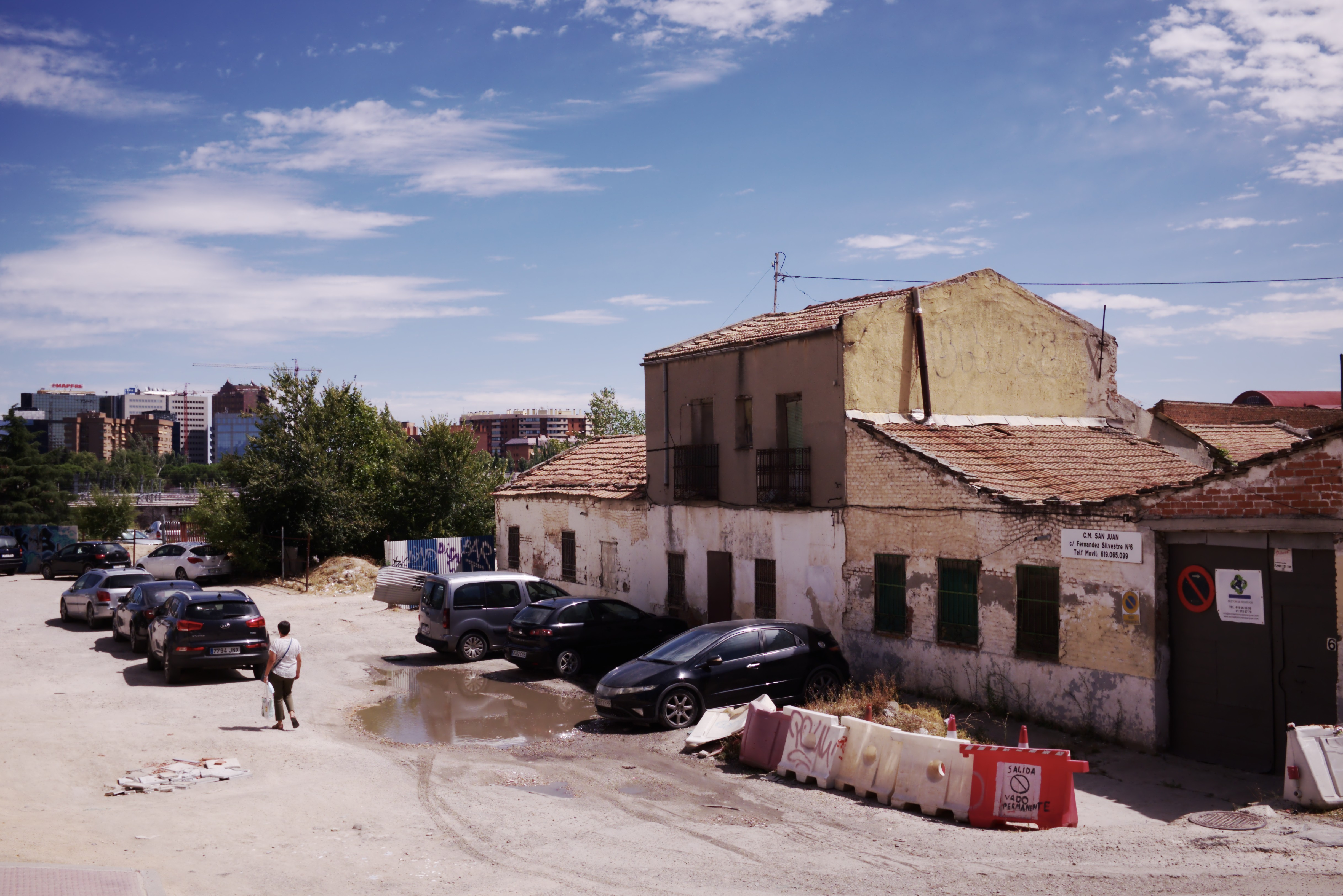
Edificios y automóviles en la calle Fernández Silvestre

La población del barrio ascendía en 2007 a 17 359 habs.
En este mismo año, tan solo 1545 extranjeros residían en el barrio de Castilla (constituyendo el 8,9 % de su población).

## Infraestructuras
Entre los equipamientos públicos de la zona destacan la Biblioteca Municipal Mateo Inurria (en la calle Manuel Ferrero) y un ambulatorio médico de la Seguridad Social (en la calle de Núñez Morgado).